# José Custódio Dias
José Custódio Dias (Penafiel, 1 de enero de 1770 - 7 de enero de 1838) fue un sacerdote católico y político brasileño.
Fue representante del Reino del Brasil ante las Cortes de Lisboa entre 1821 a 1822, diputado en la primera asamblea constituyente de Brasil por la provincia de Minas Gerais, diputado general durante tres mandatos entre 1826 y 1835 y senador del imperio entre 1835 y 1837.
Durante la administración de la Regencia Trina Permanente, en el Periodo de Regencia, Dias apoyó a Diogo Antônio Feijó en su intento de hacer prosperar reformas moderadas en el episodio que pasó a la historia como el "Golpe del 30 de julio". Feijó contó tanto con la ayuda del sacerdote José Bento Leite Ferreira de Melo, que imprimió la Constitución de Pouso Alegre, una especie de nueva carta que recogía los cambios que se venían arrastrando en la Asamblea General, y que el golpista planeaba ver aprobados. y el apoyo del mismo Dias quien prestó su "Chácara da Floresta" como lugar para la trama preparatoria. Debido a esta participación, el golpe también fue llamado la "Revolución de los Tres Padres".